# Гусле (лист)
Гусле су званичан лист Савеза српских певачких друштава, излазио у Сомбору од 1911. до 1914. године.

## Историјат
Лист Гусле је настао с идејом да окупи српска певачка друштва како би заједнички неговали српску песму и музику. 
Лист је доносио вести о раду музичких организација у земљи.
Још у првом броју уредништво је позвало сва певачка друштва али и пријатеље српске музике да шаљу обавештења о свему што дешава на пољу неговања музике и песме.

### Периодичност излажења
Лист је излазио сваког првог дана у месецу, изузев у месецима јул и август.

### Изглед листа
Лист Гусле је био формата 24cm.

### Место издавања
Сомбор, од јуна 1911. до маја 1914.године.

### Штампарија
Лист Гусле штампала је штампарија Владимира Бајића; штампарија М. Бикара и другова.

## Рубрике
Сваки број листа Гусле доносио је рубрике:
- Рад Савеза,
- Вести из живота певачких друштава,
- Разно - текстови који су доносили и разне додатне информације.

## Уредници
Одговорни уредник је био Ђорђе Цвејић, а издавач Савез српских певачких друштава.

## Занимљивост
На крају сваког броја било је исписано:
```
  "СРБИНЕ И СРПКИЊО!
Ако ће нас у овим крајевима ђто одржати и сачувати, одржаће нас и сачуваће нас у првом реду до најмањих ситница доследно спроведено начело: свој своме. Али свој своме значи и то, да се групишемо у своја друштва; да унапређујемо и помажемо своје установе, своје читаоце, своје женске задруге, своја соколска, своја певачка друштва; да негујемо и чувамо свој језик, своју песму и своју музику.
Оснивајте дакле свугде срп. певачка друштва, удружујте се Срби певачи у Савез ваш, јер прут је у снопу јачи."
[
1
]
```